# X輸入法
X 輸入法（英語：X Input Method，縮寫為 XIM）是為 X視窗系統最原本的輸入法框架。其出現時間比 SCIM、uim 和 IIIMF 都要早。其規格版權年份為 1993和1994年。